# Az Arany Nyílvessző ima és a Szent Arc tisztelet
Az Arany Nyílvessző ima- és Szent Arc tisztelet egy római katolikus áhítat. Az imádság és ezen tisztelet Jézusnak a Szent Péterről nevezett Mária tours-i karmelita nővérnek 1843-ban adott magánkinyilatkoztatásain és jelenéseken alapszik. Az imádság egy dicsőítő cselekmény és engesztelés az istenkáromlásokért, ugyanakkor engesztelés a vasárnapok és a kötelező ünnepnapok elhanyagolásáért és semmibevételéért.
Jézus 1844. március 16-án kijelentette Mária nővérnek: „Oh, ha csak azt tudnád, mily nagy érdemet szerzel, ha csak egyszer is elmondod. Csodálatos az Isten Neve az engesztelés szellemében az istenkáromlásokért.”
Mária nővér állította, hogy Jézus mondta neki, hogy az a két bűn, mely a legnagyobb kínokat okozva sérti meg őt, azok az istenkáromlás és a vasárnapok meggyalázása. Jézus ezt az imát „Arany Nyílvesszőnek” nevezte, mondván, hogy akik ezt az imát elmondják, elragadóan fogják Őt átszúrni, így begyógyítják a rosszindulatú bűnösök által okozott sebeket. Szent Péterről nevezett Mára nővér látta, hogy „az Arany Nyílvessző által elragadóan megsebzett Jézus Szentséges Szívéből, kegyelmek özöne árad a bűnösök megtérésért.”
Ez az imádság egy katolikus áhítat, a Szent Arc tisztelet része. Az „Az Arany Nyílvessző” című könyvben jelent meg, amely Szent Péterről  nevezett Mária nővér önéletrajza. A könyv szerint Jézus azt mondta neki, hogy egy szentségtörő vagy istenkáromló cselekmény számára olyan, mint egy mérgezett nyíl, innen ennek az engesztelő imának a neve: „Arany Nyílvessző”.
Az ima szövege:
A lehető legszentebb, legszentségesebb, legimádásraméltóbb,  legérthetetlenebb, legközöhetetlenebb Neve az Istennek legyen mindörökké dicsérve, áldva, szeretve, imádva és dicsőítve, a mennyben, a földön, és a föld alatt, Isten összes teremtménye, és a Mi Urunk, Jézus Krisztus, Legszentebb Oltáriszentségben jelenlévő, Szentséges Szíve által. Ámen.

## Fordítás
Ez a szócikk részben vagy egészben  a   The_Golden_Arrow_Holy_Face_Devotion című angol Wikipédia-szócikk fordításán alapul.  Az eredeti cikk szerkesztőit annak laptörténete sorolja fel. Ez a jelzés csupán a megfogalmazás eredetét és a szerzői jogokat jelzi, nem szolgál a cikkben szereplő információk forrásmegjelöléseként.